# Bandai (Fukushima)
Bandai (磐梯町?) è una cittadina giapponese della prefettura di Fukushima.